# Мудрень
Му́дрень (рос. Мудрень) — присілок у складі Орічівського району Кіровської області, Росія. Входить до складу Коршицького сільського поселення.
Населення становить 35 осіб (2010, 45 у 2002).
Національний склад станом на 2002 рік — росіяни 91 %.